# Upland (Indiana)
Upland es un pueblo ubicado en el condado de Grant en el estado estadounidense de Indiana. En el Censo de 2010 tenía una población de 3845 habitantes y una densidad poblacional de 471,29 personas por km².

## Geografía
Upland se encuentra ubicado en las coordenadas 40°27′46″N 85°30′4″O / 40.46278, -85.50111. Según la Oficina del Censo de los Estados Unidos, Upland tiene una superficie total de 8.16 km², de la cual 8.13 km² corresponden a tierra firme y (0.38%) 0.03 km² es agua.

## Demografía
Según el censo de 2010, había 3845 personas residiendo en Upland. La densidad de población era de 471,29 hab./km². De los 3845 habitantes, Upland estaba compuesto por el 94.59% blancos, el 1.59% eran afroamericanos, el 0.16% eran amerindios, el 1.25% eran asiáticos, el 0.05% eran isleños del Pacífico, el 0.91% eran de otras razas y el 1.46% pertenecían a dos o más razas. Del total de la población el 2.26% eran hispanos o latinos de cualquier raza.